# Seward Trainer
Pour les articles homonymes, voir Trainer.
Seward Trainer est un personnage appartenant à l'univers de Marvel Comics. Il est apparu pour la première fois dans Peter Parker: Spider-Man #54 (1995). Il joua un rôle dans la Saga du Clone.

## Biographie
Généticien, Seward Trainer est chargé par le Maître de l'évolution d'espionner les travaux du Chacal en matière de clonage mais Norman Osborn le force à mélanger les données du Chacal. Celui-ci est alors persuadé que c'est Peter Parker et non Ben Reilly qui est le clone qu'il a créé.
Ayant rencontré Ben Reilly, il se prend d'affection pour lui. Par ailleurs, il survit aux multiples tentatives d'assassinat de sa fille Carolyn qui a endossé l'identité de Docteur Octopus.
Il finit par se révolter contre les menées de Norman Osborn et s'apprête à révéler la vérité à Peter et à Ben mais Norman le fait tuer avant qu'il n'y parvienne.

## Sources
- Encyclopédie Marvel, Spider-Man de A à Z, Marvel France/Panini France S.A., 2004